# 卞歌

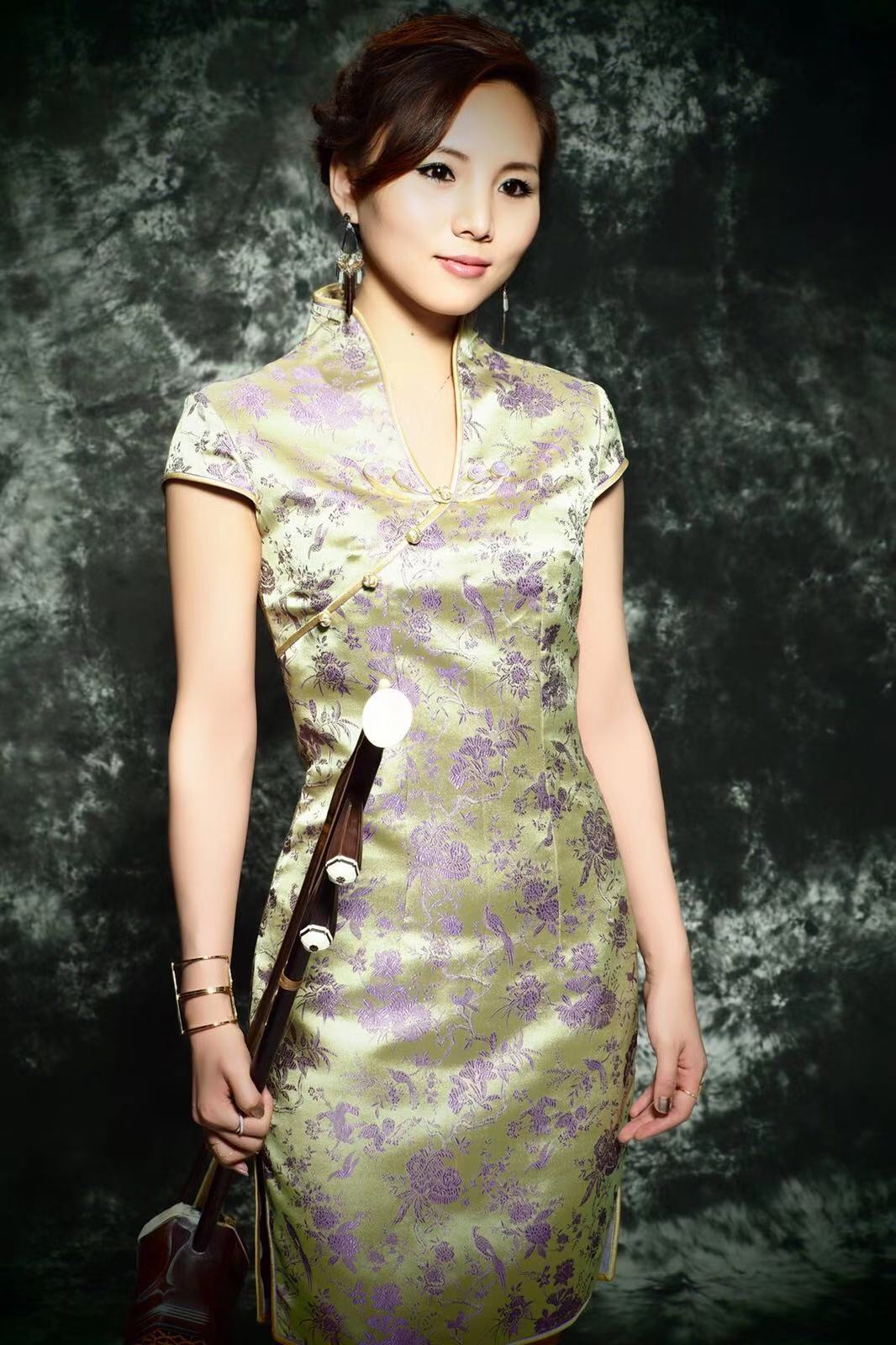

卞歌（ビェンカ、BIAN GE）は中国出身の二胡奏者。中国河南省鄭州市生まれ。

## 略歴
- 5歳より母親にエレクトーンを師事
- 9歳より二胡奏者として著名な尹克服に師事
- 12歳より親元を離れてに著名な二胡奏者の呼延梅文に師事
- 1996年 西安音楽学院付属中学を首席入学。
- 1997年 西安音楽学院付属中学の首席二胡奏者に就任。
- 2002年 西安音楽学院付属中学で首席で卒業、同年に西安音楽学院を優等生として入学。
- 2002年〜2006年 大学在学中は毎年優秀学生表彰、民族劇団員としてオーストリア、ドイツなど世界各地で演奏公演に参加。大学時代には、日本大阪のテレビ番組『シルクロード』に出演。
- 2006年 大学卒業後、日本に憧れ札幌のホテルと契約し来日。
- 2008年 洞爺湖サミットにて、各首脳の前で演奏する。同年、同ホテル退社と同時に上京し、独自活動開始。
- 2010年 フランス、スイスでのソロ公演を開催し、多くの歓声を浴びる
- 2018年 南青山MANDALAや、渋谷JZ Bratなど、有名ライブハウスでのソロ公演を成功させる。
- 現在、都内や日本各地でコンサート、ライブを開催他、講師活動や中国や日本のテレビ各局への出演等を経て、各分野の音楽家と共にジャンルを超えた活動を精力的に行なっている。

## 受賞歴等
1999 西安音楽学院第九届中国器楽演奏優勝
2001 中国青少年新人民族器楽組優勝
2001 西安音楽学院第十届中国器楽演奏準優勝
2003 中国民族音楽新人コンクール優勝 ☆中国で最も権威のあるコンクールである
2003 中国文化部第十三届群星賞青年民族器楽組優勝

## メディア出演
NetEase Cloud Music、Ximalaya FMなどに出演。
日本国内では、大阪のテレビ番組『シルクロード』等に出演。

## コンサート実績
2008年
- 5月大阪『卞歌 二胡演奏会イベント』

2009年
- 2月東京『卞歌 二胡リサイタル』

2019年
- 1月東京『卞歌 2019jz brad』